# Solimão Alárabe
Solimão ou Soleimão Alárabe (em árabe: Sulayman al-Arabi), ainda chamado Solimão ou Soleimão ibne Iaquezã Alcalbi Alárabe (Sulayman ibne Yaqzan al-Kalbi al-Arabi),  foi um árabe calbita do século VIII, ativo no Alandalus como governador de Barcelona. Em 777, quando o abássida Abderramão ibne Habibe Alciclabi aportou próximo de Múrcia, enviou um convite para que Alárabe o ajudasse, mas este recusou. Alciclabi então marchou contra Barcelona, mas foi derrotado nas cercanias de Valência. Por volta da mesma época, pediu que Carlos Magno (r. 768–814) interviesse, mas tanto Barcelona como Saragoça, outra suposta cidade interessada na intervenção dos francos, não abriram as portas a Carlos Magno, que retornou para norte dos Pirenéus. Nos anos 780, Solimão rebelou-se contra a autoridade do emir de Córdova Abderramão I (r. 756–778) e tomou territórios da Marca Superior até Saragoça, então sob controle do maula do emir Badre. Foi morto em 781 por Huceine ibne Iáia ibne Sade ibne Ubada de Saragoça.